# Ray Toro
Ray Toro, född Raymond Manuel Toro-Ortiz 15 juli 1977 i Kearny, New Jersey, USA, är en amerikansk musiker. Han var gitarrist i bandet My Chemical Romance mellan 2001 och 2013.
Några av hans största influenser som gitarrist är Brian May, Jimi Hendrix och Randy Rhoads. Han lärde sig att spela gitarr av sin äldre bror, som gav honom hans första gitarr. Toro spelar de flesta gitarrsolona i My Chemical Romances låtar, och han är även den som skriver det mesta av musiken.
Ray Toro gifte sig 2008 med Christa Toro. Paret har två söner, en född 16 november 2012 och en född maj 2017.

## Diskografi (urval)
Med The Rodneys
- 1997 Soccertown U.S.A.

Med My Chemical Romance
- 2002 – I Brought You My Bullets, You Brought Me Your Love
- 2004 – Three Cheers for Sweet Revenge
- 2006 – The Black Parade
- 2010 – Danger Days: The True Lives of the Fabulous Killjoys

Med Reggie and the Full Effect
- 2013 – No Country for Old Musicians